# Wikipedia in azero
La Wikipedia in azero (in azero ويكيبيديا الأذربيجانية, Azərbaycanca Vikipediya), spesso abbreviata in az.wikipedia o az.wiki, è l'edizione in lingua azera dell'enciclopedia online Wikipedia.

## Storia
È stata aperta a giugno 2002 ma il primo articolo è stato scritto solo ad aprile 2004.

## Statistiche
La Wikipedia in azero ha 202 903 voci, 602 747 pagine, 306 846 utenti registrati di cui 550 attivi, 13 amministratori e una "profondità" (depth) di 52 (al 21 marzo 2025).
È la 55ª Wikipedia per numero di voci ma, come profondità, è la 34ª fra quelle con più di 100 000 voci (al 14 ottobre 2024).

## Cronologia
- 22 luglio 2007 — supera le 10 000 voci
- 13 gennaio 2011 — supera le 50 000 voci ed è la 49ª Wikipedia per numero di voci
- 25 marzo 2014 — supera le 100 000 voci ed è la 51ª Wikipedia per numero di voci
- 29 marzo 2015 — a seguito di un riconteggio torna sotto le 100 000 voci ed è la 52ª Wikipedia per numero di voci
- 29 ottobre 2015 — supera nuovamente le 100 000 voci ed è la 55ª Wikipedia per numero di voci
- 24 settembre 2019 — supera le 150 000 voci ed è la 51ª Wikipedia per numero di voci
- 10 maggio 2024 — supera le 200 000 voci ed è la 55ª Wikipedia per numero di voci